# グスタフ・フレーリッヒ
グスタフ・フレーリッヒ（Gustav Fröhlich、1902年3月21日 - 1987年12月22日）は、ドイツの俳優。

## 来歴
ハノーファー出身。
父親は技術者のグスタフ・ケーニッヒ (Gustav König,1876年-1952年)で、著名な社会学者
ルネ・ケーニッヒ,1906年-1992年)の父親でもある。母親は工芸家の娘ヘドヴィヒ・テレーズ・ソフィー・フレーリッヒ(Hedwig Therese Sophie Fröhlich)。
グスタフは婚外子として生まれたため、里親に育てられる。
1922年に映画デビュー。
フリッツ・ラング監督の映画『メトロポリス』のフレーダー役で知られている。

## 出演作品
- メトロポリス（フレーダー・フレーダーセン)
- 帰郷
- アスファルト
- 不滅の放浪者
- 予審
- 偽国旗の下に
- 脱走者
- 罪ある女